# 엘렌 트라네 뇌르뷔
엘렌 트라네 뇌르뷔(덴마크어: Ellen Trane Nørby, 1980년 1월 1일~)는 덴마크의 정치인이다. 소속 정당은 좌파당이다.
2005년에 덴마크 의회 의원으로 선출되었으며 2015년 6월 28일부터 2016년 11월 28일까지 덴마크 교육부 장관, 덴마크 성평등부 장관을 역임했다. 2016년 11월 28일부터 현재까지 덴마크 보건부 장관을 역임하고 있다.